# François Duchesne
Pour les articles homonymes, voir Duchesne.
François Du Chesne, né en 1616, mort en 1693, est, comme son père André Du Chesne, un historiographe. 
Il acheva et publia quelques-uns des ouvrages de son père, entre autres  :
- le recueil des Historiens de la France (1641)[1] ;
- l'Histoire des papes, 1653 ;
- l'Histoire des cardinaux1660

Il rédigea lui-même  une Histoire des Chanceliers, 1680.

## Source
Cet article comprend des extraits du Dictionnaire Bouillet. Il est possible de supprimer cette indication, si le texte reflète le savoir actuel sur ce thème, si les sources sont citées, s'il satisfait aux exigences linguistiques actuelles et s'il ne contient pas de propos qui vont à l'encontre des règles de neutralité de Wikipédia.